# Якопо I Аппиано
Я́копо I д’Аппиа́но (итал. Jacopo I Appiano; ок. 1322, Пиза, Пизанская республика — 5 сентября 1398, там же) — представитель дома Аппиано, глава Пизанской республики с 1392 по 1398 год.
С 1369 по 1392 год был соратником Пьетро Гамбакорти, главы Пизанской республики и занимал должность канцлера Совета старейшин. В 1392 году в ходе заговора, при поддержки Джан Галеаццо Висконти, стал главой Пизанской республики. Действовал в интересах укрепления собственной власти, рассчитывая сделать дом Аппиано синьоральным в Пизе.

## Биография

### Ранние годы и изгнание
Родился в Пизе около 1322 (или 1325) года в семье нотариуса Джованни (Ванни) Аппиано, который переехал в Пизу из Вальдеры. Имя матери Якопо неизвестно. Его отец занимал разные должности в администрациях Пизы и Лукки: в 1352 году служил нотариусом в Совете старейшин Пизы, с марта по апрель 1354 года был членом этого совета, затем служил канцлером в сенате Лукки.
Ранние годы Якопо пришлись на время обострившейся борьбы между пизанскими гвельфами и гибеллинами. Его отец был сторонником городской фракции берголинов (гвельфы), которые лоббировали интересы купцов и судовладельцев и выступали за союзнические отношения с Флоренцией. Во главе этой фракции стояла семья Гамбакорти. Против берголинов выступали распанты (гибеллины). В мае 1355 года император Карл IV, возвращаясь со своей коронации из Рима, остановился в Пизе. Распанты воспользовались этим и добились изгнания Гамбакорти из города и казни некоторых берголинов, в числе которых был и Джованни Аппиано, обезглавленный 20 или 28 мая 1355 года.
Якопо, который по семейной традиции тоже стал нотариусом, после казни отца, покинул Пизу. Он остановился в Милане, где пользовался покровительством дома Висконти. В это время у него установились тесные отношения с представителями этого дома Галеаццо II и Джан Галеаццо. В Милане он пробыл до 1368 года.

### Канцлер
Когда Гамбакорти вернулись в Пизу, то, вместе с другими изгнанниками, в город вернулся и Якопо. Он вступил в Общество Святого Михаила, которое организовали жители города, уставшие от беспорядков из-за столкновений между членами фракций берголинов и распантов. Членами этого общества, одним из лидеров которого вскоре стал Якопо, были мелкие купцы и представители семи вольных искусств. Общество Святого Михаила отправило его во Флоренцию с миссией о займе для Пизы суммы в пятнадцать тысяч флоринов. Просьба пизанцев была удовлетворена. В сентябре 1369 года Якопо был избран канцлером Совета старейшин Пизы. В июле 1370 года он был переизбран на этот пост. В том же году новым главой Пизанской республики стал Пьетро Гамбакорти, с которым у Якопо поначалу существовало полное взаимопонимание. Оба содействовали укреплению власти друг друга. Якопо получил широкие полномочия и фактический контроль над администрацией и внутриполитической жизнью республики. Он занимал должность канцлера Совета старейшин Пизы более двадцати лет.
После возвращения в Пизу, Якопо по прежнему поддерживал тесные отношения с Джан Галеаццо Висконти, в резиденции которого в Павии он неоднократно бывал с 1376 по 1392 год. Поведение пизанского канцлера вызывало обеспокоенность у руководства Флорентийской республики, опасавшейся очередной агрессии со стороны миланского герцога. Действуя в интересах Висконти, готовившегося к войне с Флоренцией, Якопо попытался убедить Гамбакорти закрыть для флорентийцев доступ к пизанским портам на пять месяцев, но не смог. Тогда канцлер воспользовался недовольством пизанцев, страдавших от столкновений между Флоренцией и Миланом на территории их республики, и содействовал организации антифлорентийской фракции. Гамбакорти, доверявший Якопо, не знал о существовании этой фракции и продолжал филофлорентийскую политику.
В апреле 1390 года между Миланом и Флоренцией снова начались боевые действия, затронувшие территорию Пизы. Правительство с большим трудом сдерживало недовольство пизанцев. Якопо поддерживал миланцев, в ряду которых против флорентийцев сражался его старший сын. В январе 1392 года в Генуе между Миланом и Флоренцией был заключён мир. Однако попытка Гамбакорти разрушить союз Сиенской республики с Висконти и усиление его власти в Пизе, привела к тому, что летом того же года армия миланцев снова подступила к городу. С главой филофлорентийской фракции берголинов, Россо де Ланфранки, у Якопо были напряжённые отношения, с того времени, когда тот помешал выкупить Ванни Аппиано из плена, в который старший сын канцлера попал, сражаясь на стороне миланцев в битве при Вальдиньеволе. Против Россо де Ланфранки, Якопо заключил союз с семьёй Монтескудайо, возглавлявшей фракцию распантов. Он также заплатил наёмникам из Республики Лукка, которые, вместе с сельским ополчением, прибыли в Пизу 21 октября 1392 года. В этот день ими были спровоцированы нападения на дома Гамбакорти и его сторонников, а накануне были убиты Россо де Ланфранки и его сын. В ходе заговора Пьетро Гамбакорти и два его сына также были убиты. Якопо объявил перед горожанами, что глава Пизанской республики покончил с собой.

### Глава республики
23 октября 1392 года Совет старейшин, с согласия Совета трёхсот граждан, избрал Якопо новым главой Пизанской республики. Несмотря на тесные отношения с Миланом, он не сразу разорвал союзнические отношения Пизы с Флоренцией. В 1393—1394 годах Якопо был сторонником лиги, выступавшей за сохранение мира в регионе, ведущую роль в которой играли Флоренция и Болонья. Но в феврале 1395 года, когда Франческо Гонзага, действуя в интересах домов Висконти и Аппиано, захватил часть территории Республики Лукки, военные действия и столкновения между сторонниками разных фракций в регионе, разгорелись с новой силой.
Кроме Флоренции, которая поддерживала Гамбакорти и помогла им захватить у Аппиано несколько приграничных замков, противником Якопо теперь была и Лукка. Также на сторону его противников перешли Монтескудайо. Якопо был вынужден обратиться за поддержкой к Висконти, к тому времени ставшему герцогом Милана. Тот прислал в Пизу десять тысяч пехотинцев под командованием кондотьера Альберико да Барбиано. Якопо не желал опираться только на союзнические отношения с Миланом. В росте влияния Висконти на территории Пизанской республики он видел для себя опасность и пытался заключить сепаратный мир с Республикой Лукки. Смерть старшего сына в октябре 1397 года, которого Якопо рассматривал в качестве своего преемника, подорвала здоровье семидесятипятилетнего старца. По слухам, распространявшимися флорентийцами, к этой смерти он имел непосредственное отношение.
3 января 1398 года посланники герцога Милана предложили Аппиано уступить город Висконти. Якопо попросил день, чтобы подумать, укрылся в безопасном месте, а потом приказал заключить под стражу миланских посланников, вытеснил за пределы Пизы герцогских наёмников и арестовал всех сторонников Висконти в городе, обнаружив готовившийся против него заговор. Он не стал казнить заговорщиков, а наказал их большими денежными штрафами. Его действия были истолкованы Флоренцией и Луккой, как разрыв союзнических отношений с Миланом, и обе республики начали с Пизой мирные переговоры. Якопо согласился придерживаться нейтралитета между Миланом и Флоренцией, если последняя откажется от беспошлинного провоза товаров по территории Пизанской республики. Флорентийцы не захотели расставаться с привилегией, и договор не был заключён. Аппиано заключил новое соглашение с Висконти. Он также подписал торговый договор с халифом Туниса.
В последние годы жизни Якопо сделал своим соправителем среднего сына Герардо Леонардо, но тот не обладал характером и политическим талантом отца. Якопо умер 5 (или 10) сентября 1398 года. Менее чем через полгода его преемник продал Пизанскую республику Миланскому герцогству и переехал в синьорию Пьомбино, став её первым правителем.

### Браки и потомство
В 1363 году в Пизе Якопо I сочетался браком с Маргаритой да Кальчи (ум. 1371/1372), дочерью Бернардо да Кальчи. От этого брака у него осталось два сына:
- Джованни, по прозвищу Ванни (1365 — 6.10.1397), рыцарь с 1394 года (в достоинство возведён отцом), кондотьер на службе у дома Висконти, правителей Милана с 1389 года, глава Пизанской милиции с 1395 года, предположительно был отравлен отцом; до этого в сентябре 1397 года был помолвлен с Томмазой делла Герардеска, дочерью Габриэлло делла Герардеска, графа Монтескудайо и Изабеллы Маласпина, помолвка была одним из пунктов мирного договора между домами Герардеска и Аппиано, подписанного в декабре уже после его смерти;
- Герардо Леонардо (1370 — май 1405), глава Пизанской республики с 5 сентября 1398 по 1399 год, синьор Пьомбино, Скарлино, Популонии, Суверето, Буриано, Аббадья-аль-Фаньо, Виньяле и островов Эльба, Монтекристо, Пьяноза, Черболи и Пальмайола с 1399 года, синьор Валле и Монтиони с 1400 года, пфальцграф Священной Римской империи с 1402 года, рыцарь с 1398 года (в достоинство возведён герцогом Милана), в Риме 18 июня 1396 года сочетался браком с Паолой Колонна (1378/1379 — 30.11.1445), дочерью Агапито Колонна, синьора Дженаццано и Катерины дей Конти[итал.];

Овдовев в первый раз, в 1373 году Якопо I сочетался вторым браком с Полиссеной Паннокьески (ум. 1386), дочерью Эмануэле Паннокьески, графа Эльчи. От этого брака у него остался сын:
- Эмануэле (ок. 1380 — 15.02.1457), синьор Пьомбино, Скарлино, Популонии, Суверето, Буриано, Аббадья-аль-Фаньо, Виньяле, Валле, Монтиони и островов Эльба, Монтекристо, Пьяноза, Черболи и Пальмайола с 19 февраля 1451 года, пфальцграф Священной Римской империи с 27 декабря 1441 года, капитан кавалерии в армии Флорентийской республики с 1453 года, в Тройе в 1445 году сочетался браком с Колией де Джудичи (1430 — 1473/1475), де-юре дочерью дворянина  Джованни де Джудичи и де-факто незаконнорождённой дочерью короля Альфонса I.

После второго вдовства, в 1387 году Якопо I сочетался третьим браком с Агатиной Колонна-ди-Шарра (1363 — 1389), дочерью Стефанелло Колонна-ди-Шарра, синьора Палестрины и Танзии Гаэтани. Овдовев в третий раз, в 1392 году во Флоренции он сочетался четвёртым браком с Людовикой Маласпиной (1371 — 1408), дочерью Спинетты Маласпина, маркграфа Виллафранки. Оба его последних брака были бездетными.